# Bois-le-Roi
|  | Per a altres significats, vegeu «Bois-le-Roi (Eure)». |

Bois-le-Roi és un municipi francès al departament del Sena i Marne i a la regió de l'Illa de França. L'any 2007 tenia 5.452 habitants. Forma part del cantó de Nangis, del districte de Fontainebleau i de la Comunitat d'aglomeració del Pays de Fontainebleau.

## Demografia

### Població
El 2007 la població de fet de Bois-le-Roi era de 5.452 persones. Hi havia 1.944 famílies, de les quals 388 eren unipersonals (144 homes vivint sols i 244 dones vivint soles), 552 parelles sense fills, 820 parelles amb fills i 184 famílies monoparentals amb fills.
La població ha evolucionat segons el següent gràfic:

### Habitatges
El 2007 hi havia 2.353 habitatges, 1.994 eren l'habitatge principal de la família, 225 eren segones residències i 134 estaven desocupats. 2.190 eren cases i 161 eren apartaments. Dels 1.994 habitatges principals, 1.667 estaven ocupats pels seus propietaris, 273 estaven llogats i ocupats pels llogaters i 54 estaven cedits a títol gratuït; 11 tenien una cambra, 115 en tenien dues, 298 en tenien tres, 403 en tenien quatre i 1.167 en tenien cinc o més. 1.605 habitatges disposaven pel capbaix d'una plaça de pàrquing. A 836 habitatges hi havia un automòbil i a 991 n'hi havia dos o més.

### Piràmide de població
La piràmide de població per edats i sexe el 2009 era:
| Homes | Edats   | Dones |
| ----- | ------- | ----- |
| 0     | 95 o +  | 20    |
| 20    | 90 a 94 | 28    |
| 20    | 85 a 89 | 68    |
| 36    | 80 a 84 | 48    |
| 60    | 75 a 79 | 116   |
| 80    | 70 a 74 | 72    |
| 84    | 65 a 69 | 120   |
| 128   | 60 a 64 | 164   |
| 136   | 55 a 59 | 108   |
| 216   | 50 a 54 | 188   |
| 212   | 45 a 49 | 272   |
| 240   | 40 a 44 | 264   |
| 184   | 35 a 39 | 204   |
| 108   | 30 a 34 | 116   |
| 124   | 25 a 29 | 120   |
| 112   | 20 a 24 | 120   |
| 188   | 15 a 19 | 193   |
| 236   | 10 a 14 | 240   |
| 224   | 5 a 9   | 192   |
| 132   | 0 a 4   | 120   |

## Economia
El 2007 la població en edat de treballar era de 3.547 persones, 2.522 eren actives i 1.025 eren inactives. De les 2.522 persones actives 2.373 estaven ocupades (1.266 homes i 1.107 dones) i 149 estaven aturades (67 homes i 82 dones). De les 1.025 persones inactives 279 estaven jubilades, 498 estaven estudiant i 248 estaven classificades com a «altres inactius».

### Ingressos
El 2009 a Bois-le-Roi hi havia 2.071 unitats fiscals que integraven 5.627 persones, la mediana anual d'ingressos fiscals per persona era de 29.114 €.

### Activitats econòmiques
Dels 276 establiments que hi havia el 2007, 2 eren d'empreses extractives, 4 d'empreses alimentàries, 2 d'empreses de fabricació de material elèctric, 12 d'empreses de fabricació d'altres productes industrials, 36 d'empreses de construcció, 37 d'empreses de comerç i reparació d'automòbils, 7 d'empreses de transport, 19 d'empreses d'hostatgeria i restauració, 10 d'empreses d'informació i comunicació, 5 d'empreses financeres, 18 d'empreses immobiliàries, 60 d'empreses de serveis, 44 d'entitats de l'administració pública i 20 d'empreses classificades com a «altres activitats de serveis».
Dels 76 establiments de servei als particulars que hi havia el 2009, 1 era una oficina de correu, 2 oficines bancàries, 5 tallers de reparació d'automòbils i de material agrícola, 1 establiment de lloguer de cotxes, 1 autoescola, 4 paletes, 2 guixaires pintors, 4 fusteries, 15 lampisteries, 11 electricistes, 4 perruqueries, 3 veterinaris, 11 restaurants, 9 agències immobiliàries, 1 tintoreria i 2 salons de bellesa.
Dels 12 establiments comercials que hi havia el 2009, 1 era una botiga de més de 120 m², 3 fleques, 3 carnisseries, 2 llibreries, 1 una llibreria i 2 floristeries.
L'any 2000 a Bois-le-Roi hi havia 4 explotacions agrícoles.

## Equipaments sanitaris i escolars
El 2009 hi havia 1 hospital de tractaments de mitja durada (seguiment i rehabilitació), 2 psiquiàtrics, 2 farmàcies i 2 ambulàncies.
El 2009 hi havia 1 escola maternal i 3 escoles elementals. Bois-le-Roi disposava d'un col·legi d'educació secundària amb 512 alumnes.

## Poblacions properes
El següent diagrama mostra les poblacions més properes.